# Діонісій (Збируйський)
Діоні́сій Збиру́йський (у миру Дмитро Грицкович Збируйський, пол. Dionizy Zbirujski, лат. Dionysius Zbiruisky;  ? — 18 листопада 1603 р.) — український церковний діяч XVI століття. Єпископ Холмський і Белзький Київської митрополії (1585 —1603 рр.), спершу як православний, згодом як греко-католицький. Прихильник укладення Берестейської унії.

## Життєпис
Діонісій Збируйський, у миру Дмитро Грицкович, був православним міщанином та митним писарем у Красноставі. Був одружений з Анною Іляшевич — дочкою православного холмського єпископа Захарії Іляшевича. Відомо, що мав сина Михайла.
Перші письмові згадки про номінацію Діонісія Збируйського на єпископа Холмського датуються 25 жовтня та 24 листопада 1585 року. Бувши єпископом Холмським, владика Діонісій брав участь у підготовчих синодах стосовно укладення унії з Римською церквою. Зокрема, 1590 року в місті Белзі за ініціативи львівського єпископа Гедеона (Балабана) відбулась нарада єпископів Холмського і Белзького Діонісія Збируйського, Луцького Кирила Терлецького, Пінського і Турівського Леонтія Пелчицького, на якій, зокрема, обговорювалось питання унії з РКЦ.
22 червня 1595 р. Діонісій Збируйський поставив свій підпис під спільним документом руських ієрархів, яким вони звертались до папи Климента VIII, висловлюючи бажання укласти унію. В 1596 р. підписався під документами Берестейської унії, ставши таким чином першим греко-католицьким єпископом Холмської єпархії. 28 жовтня 1595 року єпископ отримав, актом короля Сигізмунда III Вази, під своє управління Лещинський монастир в Пінському повіті, хоча так і не зміг це виконати, тому що монахи даного монастиря не прийняли унії й залишились вірними православній вірі. Був відомий своїм запальним характером, про що свідчать скарги про побиття, подані кількома священниками Холмської єпархії.
Ймовірно, за версією польського біографа Каспера Несецького, мав родовий герб Костеша.